# Conill gegant de Menorca
El conill gegant de Menorca (Nuralagus rex) és un lagomorf que visqué a Menorca entre el Miocè superior (Messinià) i el Pliocè. S'extingí, per tant, molt abans de l'arribada dels humans. Les seves restes aparegueren als dipòsits càrstics pliocens de Punta Nati – Cala's Pous, al municipi de Ciutadella de Menorca.
La morfologia de la tercera premolar inferior relaciona aquest lepòrid amb el gènere Alilepus, present al Miocè superior – Plistocè inferior a Europa, Àsia i Nord-amèrica. Això no obstant, els canvis esquelètics presents permeten situar el conill gegant en un nou gènere. A més d'un pes molt elevat (el seu pes mitjà s'ha estimat en 14 kg), el conill gegant de Menorca es diferencia dels lepòrids continentals per presentar un crani, butlles timpàniques i òrbites oculars més petits. Pel que fa a la resta del cos, les extremitats són un 25% més curtes, en comparació amb les dels lepòrids que viuen al continent. A més, els peus i les mans del lepòrid gegant són curts, molt amples i completament plantígrads. La columna vertebral, per altra banda, és molt curta i poc flexible.

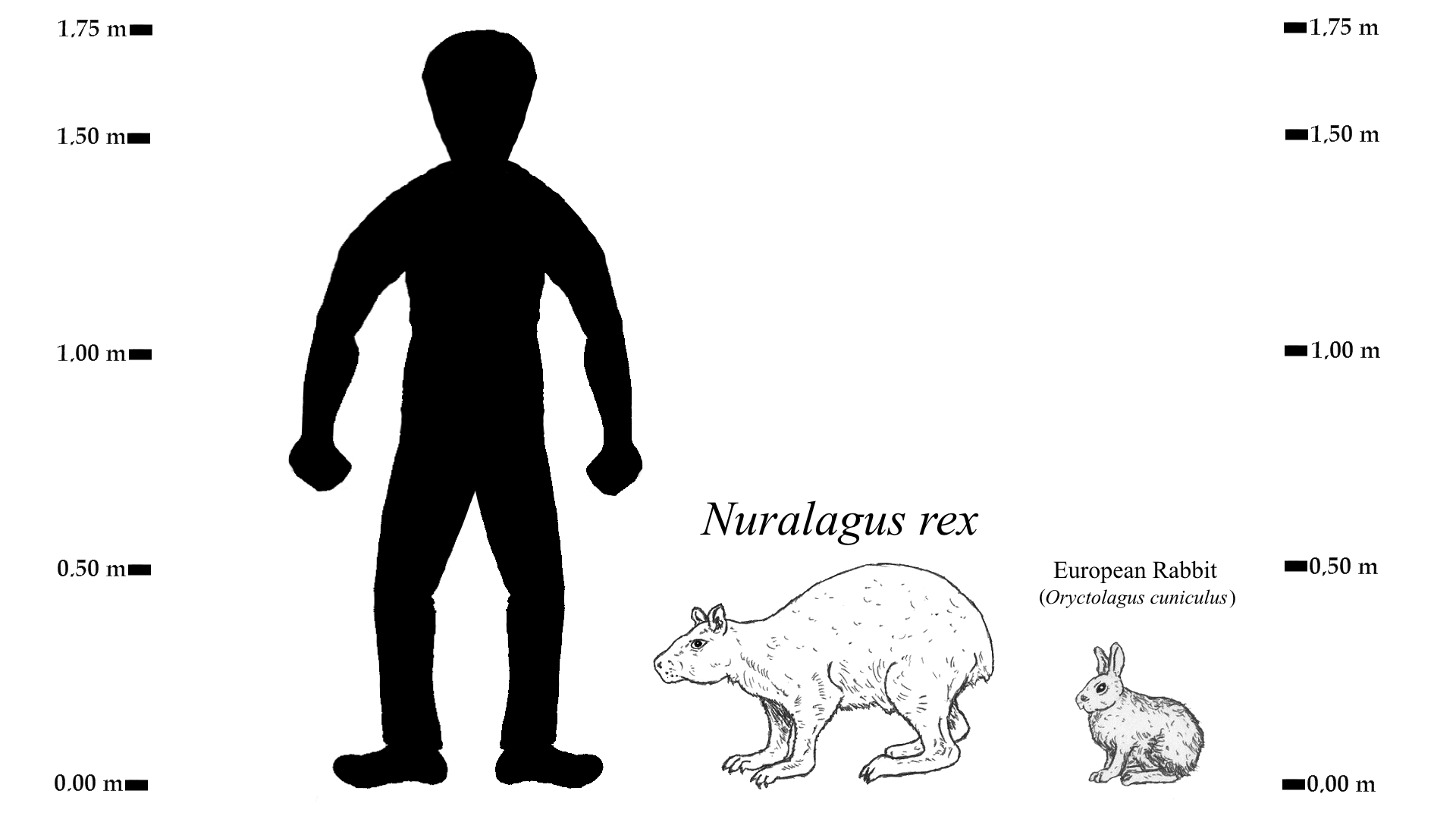
Comparació de la mida de N. rex, un conill europeu actual i una persona d'1,75 m

Molts d'aquests caràcters estan també presents a Pentalagus furnessi, un lepòrid que viu actualment a algunes de les illes de l'arxipèlag Ryukyu (Japó). Aquests canvis revelen modificacions importants a nivell de locomoció i de percepció de l'entorn, desenvolupades sens dubte en un context lliure de depredadors.
El conill fòssil trobat al jaciment de Ses Fontanelles (Eivissa), no està directament emparentat amb N. rex, car pertany a un gènere diferent: Hypolagus.
La publicació del seu estudi per l'Institut Català de Paleontologia Miquel Crusafont tingué molta repercussió en els mitjans de comunicació, tant generalistes com específics.